# شهرستان براون (کانزاس)
شهرستان براون، کانزاس (به انگلیسی: Brown County, Kansas) شهرستانی در ایالات متحده آمریکا است که در کانزاس واقع شده‌است.